# 王愉 (東晉)
王愉（？—404年3月30日），字茂和，太原晉陽（今山西太原）人。東晉時期官員，中書令王坦之次子，官至尚書左僕射，因謀起兵襲擊當時領導義兵討伐桓玄的劉裕而被其誅殺。

## 生平
王愉與其兄王愷早歷清高官位，驃騎將軍、會稽王司馬道子掌握朝政後遷任司馬，加輔國將軍，而王愉堂妹亦是會稽王妃，故他們兄弟都極為高貴顯赫。
隆安元年（397年），青兗二州刺史王恭舉兵討伐王國寶，司馬道子為求和解，於是委罪於王國寶並賜死他，更向王恭道歉。當時王愉與王愷都上請解職，但司馬道子因為他們與王國寶並非同母兄弟，而且向來不和睦，於是未有受牽連。隆安二年（398年），司馬道子更聽從心腹譙王司馬尚之的意見樹立外藩，於是調王愉為江州刺史，都督豫州四郡、輔國將軍、假節。不過豫州刺史庾楷就因為原為自己都督的豫州四郡交由王愉都督而感到不滿，在向司馬道子請求收回四郡不果後大怒，於是鼓動王恭起兵。同年王恭就以討伐司馬尚之兄弟及王愉之名起兵，並聯結了荊州刺史殷仲堪、廣州刺史桓玄等一同起兵。
當時王愉剛剛才到江州，而殷仲堪自荊州所派為前鋒的桓玄和楊佺期已至，王愉因無備而出走臨川郡，但被桓玄別軍所俘。後來王恭敗死，桓玄與殷仲堪及楊佺期於尋陽結盟，抗拒朝廷任命。桓玄在尋陽更被推為盟主，王愉就負責設置壇所，但其實王愉對此感到羞恥。不久桓玄等人接受朝廷安撫，各回藩鎮。
元興元年（400年），桓玄擊敗了司馬元顯，將司馬道子父子的勢力消滅，自己執掌朝政，並以王愉為會稽內史。次年（401年）年末，桓玄篡位稱帝，桓玄當時又以王愉為尚書左僕射。元興三年二月乙卯日（404年3月24日）劉裕等人正式起兵討伐桓玄，並於三月庚申日（3月29日）於建康設立行臺，加王愉前將軍。不過，王愉自以自己是桓玄父桓溫女婿，皆受其父子寵視，又因曾經欺侮劉裕，於是心不自安，與子王綏聯結司州刺史溫詳圖謀起兵攻擊劉裕，但圖謀泄漏，王愉與其子孫十餘人與溫詳等皆於辛酉日（3月30日）被劉裕誅殺。

## 家庭

### 妻
- 桓伯子，桓溫女。

### 子
- 王綏，王愉子，與王謐、桓胤齊名，官至荊州刺史，與父謀襲劉裕被誅。但琅邪王氏的王謐、王諶卻認為王綏與其父「無罪」受誅，[7]而南朝齊、梁時的名士沈約也認為王綏之死，是劉裕「德未足」的緣故。[8]
- 王納，王愉子，被劉裕誅殺。
- 王緝，王愉子，散騎侍郎，被劉裕誅殺。

### 孫
- 王慧龍，王緝子，王愉一家被誅殺時被沙門僧彬所收匿，倖免於難，後仕於北魏。